# Drive-In Saturday
«Drive-In Saturday» — песня Дэвида Боуи из альбома Aladdin Sane 1973 года. Выпущена в качестве второго (после «The Jean Genie») сингла за неделю до выхода альбома. Заняла третью строчку в британских чартах.

## Музыка и лирика
Находясь под сильным влиянием жанра ду-воп 50-х годов, в песне «Drive-in Saturday» описывается, как люди в постапокалиптическом будущем (Боуи однажды сказал, что речь шла о 2033 годе) забыли каково это заниматься любовью и им приходиться смотреть порнографические фильмы прошлого, чтобы узнать, как это делать. Повествование песни было определено в качестве примера «футуристической ностальгии» Боуи, где история рассказывается как бы со стороны человека из будущего, оглядывающегося назад в прошлое.
Это композиция была вдохновлена странными вспышками света в небе, зарегистрированными в небе между Сиэтлом и Финиксом, которые были видны из поезда во время американского турне «Ziggy Stardust» 1972 года. В песни исполняются партии синтезатора и саксофона, написанные Дэвидом Боуи, в то время как слова песни упоминают Мика Джаггера («Когда люди пялятся в глаза Джаггера и имеют успех», модель Твигги («Она вздохнула как Твигг — о, чудо ребёнок») и Карл Юнг («Юнг мастер молится на работе»). Отсылка к Юнгу в этой строчке, по словам художницы Тани Старк подчёркивает влияние Юнгианской глубиной психологии на его дальнейшую карьеру. Она предполагает, что слова «терпит крах с сильвией» является загадочной ссылкой на сильвианскую трещину в мозге, связанную с визионерскими и галлюцинаторными переживаниями..

## Запись и релиз
Боуи представил эту песню в живую в ноябре 1972 года первоначально в Мире Пиратов в Форт-Лодердейл или Celebrity Theatre в Фениксе задолго до выпуска её на кассете. Он собирался записать композицию на студии Mott the Hoople, но они отказались, Боуи позже сказал, что так и не понял причину этого отказа. Как бы то ни было в своих гастрольных дневниках «Дневник рок-н-ролльной звезды» лидер группы «Mott» Иэн Хантер кажется совершенно сбитым с толку сложностью песни, которую он ему играет, говоря, что в ней «безумное уплотнение аккордов». Боуи говорил в VH1’s Storytellers, что разочарование Иан Хантера от этой песни сподвигло его сбрить себе брови во время турне Ziggy Stardust, что было заметным на фотографиях вплоть до 1974 года.
Студийная версия песни записывалась в Нью-Йорке 9 декабря 1972 года, была выпущена в качестве сингла в апреле 1973 года и сохраняла позицию в чартах на протяжении 10 недель, добравшись до номера 3 в британских чартах. Сторона B была кавер-версией песни Чака Берри «Round and Round», остатками Ziggy Stardust сессий. Биограф Дэвида Боуи — Николас Пег описал «Drive-in Saturday», как «возможно лучший на трек в альбоме Aladdin Sane», а также как «хороший забытый сингл», говоря это, он имел ввиду, что песня не появлялась на сборниках лучших песен около 20 лет после её релиза. Биограф Дэвид Бакли назвал песни «Drive-in Saturday» и «Rebel Rebel» «лучшими песнями глэм-рок эры».

## Список композиций
1. «Drive-In Saturday» (Дэвид Боуи) — 4:29 (немецкая версия сингла (RCA 74-16231) содержит альтернативную версию песни длительностью 3:59[10])
2. «Round and Round» (Чак Берри) — 2:39

## Участники записи
Музыканты:
- Дэвид Боуи — вокал, акустическая гитара, муг-синтезатор
- Мик Ронсон — электрогитара
- Тревор Болдер — бас гитара
- Мик Вудманси — барабаны
- Дэвид Сэнборн — тенор-саксофон
- Майк Гарсон — пианино, меллотрон
- Уорен Пис — бэк-вокал

Продюсеры:
- Кен Скотт
- Дэвид Боуи

## Чарты
| Чарты (1973)     | Позиция |
| ---------------- | ------- |
| Британские чарты | 3       |
| Ирландские чарты | 14      |